# 羞耻 (电影)
《羞耻》（英語：Shame）是一部于2011年上映的英国电影。该电影由史蒂夫·麥奎因執导，迈克尔·法斯宾德与凯瑞·穆里根領銜主演。在美国上映时被列为NC-17级。电影制作完成后，福斯探照灯影业花费400万美元购得电影在美国境内的发行权，并于2011年12月2日在美国上映。男主角迈克尔·法斯宾德憑本片獲第68届威尼斯电影节最佳男主角。

## 剧情
布兰登（迈克尔·法斯宾德饰）是一名住在纽约的白领，他事业成功，但酷爱成人影片，经常自慰和召妓。不過，他與的妹妹茜茜（凯瑞·穆里根饰）的關係卻忽冷忽熱，茜茜总给他电话留言，他却总是避之不及。然而，当茜茜走投无路搬来与他同住，他又表现出特别的关心。一日，布蘭登和上司大衛（詹姆斯·巴奇·戴尔饰）一同去听茜茜的演唱，大衛被茜茜的风姿所打动，而布蘭登却沉浸在她的歌声中潸然泪下。在妹妹面前，布蘭登表现的无所谓，而上司却大胆追求，这令布蘭登极为羞耻。一日，大衛在與家人視訊通話後，開始斥责布兰登的电脑硬盘中塞滿了成人电影，称之为耻辱，气急败坏的布蘭登卻對茜茜發火，令她十分伤心。及後，布蘭登开始与公司女秘书玛丽安妮（妮可·贝哈瑞饰）约会，但在妹妹茜茜尋求布蘭登關切失敗後，茜茜卻做出了⋯⋯

## 角色
| 演員                              | 角色                           | 備註                     |
| 麥可·法斯賓達 Michael Fassbender  | 布蘭登·蘇利文 Brandon Sullivan | 本劇主角，性成癮症患者。 |
| 凱莉·墨里根 Carey Mulligan        | 西西·蘇利文 Sissy Sullivan     | 布蘭登的妹妹，駐唱歌手。 |
| 詹姆斯·巴奇·戴爾 James Badge Dale | 大衛 David                     | 布蘭登上司兼好友。       |
| 妮可·貝哈瑞 Nicole Beharie        | 瑪莉安 Marianne                | 布蘭登女同事。           |
| 露西·沃特絲 Lucy Walters          | 地鐵上的女人 Woman on Subway   |                          |
| 艾力克斯·馬奈特 Alex Manette      | 史蒂芬 Steven                  |                          |

## 放映
电影于2011年12月2日正式于美国放映，2011年12月7日于法国放映，第二年1月13日在英国放映。《羞耻》在美国放映时被评为NC-17级（17岁及17岁以下观众不得观看），但制片人却不愿因此进行剪辑，制作团队认为被评为NC-17级是对电影的另一种肯定。

## 獎項
《羞耻》在第68届威尼斯电影节上首映，男主角迈克尔·法斯宾德凭借此片赢得了最佳男主角。
- 洛杉磯影評人協會 - 最佳導演
- 全美影評人協會獎 - 年度十大獨立電影
- 金球獎 - 最佳男主角 提名
- 英國獨立電影金像獎 - 最佳男主角、最佳女主角、最佳英國電影、最佳原著劇本 提名
- 英國獨立精神獎 - 最佳男主角、最佳英國電影、最佳女配角、最佳導演、最佳編劇、最佳攝影、最佳剪接 提名
- 國際媒體協會金衛星獎 - 最佳男主角、最佳女主角、最佳影片、最佳導演、最佳原著劇本、最佳剪接 提名
- 華盛頓、休士頓、芝加哥、底特律等全美各地影評人協會提名